# 源自明
源 自明（みなもと の よりあきら）は、平安時代中期の公卿。醍醐天皇の皇子（醍醐第三源氏）。官位は正四位下・参議。

## 経歴
延喜20年（920年）醍醐天皇の他の諸皇子とともに源朝臣姓を与えられ臣籍降下する（醍醐源氏）。
朱雀朝の承平4年（934年）无位から従四位上に直叙され、翌承平5年（935年）伊予守に任官する。越前守を経て、天慶2年（939年）侍従に補せられる。天慶8年（945年）右兵衛督に遷ると、朱雀朝末から村上朝前半にかけてこれを10年以上に亘って務め、この間の天暦4年（950年）正四位下に昇叙されている。
天徳2年（958年）正月に参議に任ぜられ公卿に列すが、同年4月17日に卒去。最終官位は参議正四位下。

## 官歴
注記のないものは『公卿補任』による。
- 延喜20年（920年） 12月28日：臣籍降下（源朝臣）[2]
- 承平4年（934年） 正月7日：従四位上（直叙）
- 承平5年（935年） 2月23日：伊予守
- 承平6年（936年） 5月22日：越前守
- 天慶2年（939年） 12月27日：侍従
- 天慶3年（940年） 12月22日：昇殿
- 天慶8年（945年） 12月25日：右兵衛督
- 天暦2年（948年） 5月25日：播磨守　8月：服喪　12月：復任
- 天暦4年（950年） 正月7日：正四位下
- 天暦8年（954年） 3月14日：近江権守
- 天徳2年（958年） 正月30日：参議（元右兵衛督）。4月17日：卒去（参議正四位下）

## 系譜
- 父：醍醐天皇
- 母：藤原淑姫（?-949） - 藤原菅根の娘
- 妻：不詳
  - 男子：源元忠